# A szakítás (Graham Greene)
A szakítás (eredeti címén The End of the Affair) Graham Greene 1951-ben megjelent regénye.

## A mű kiindulópontja
Regény a regényben: Graham Greene A Szakítás c. művében egy londoni író, Maurice Bendrix bőrébe bújik, aki éppen saját története megírásán dolgozik.
A mű elején Maurice megosztja olvasóival, hogy kizárólag szakmai érdekekből legyeskedett egy hivatalnok felesége körül. Az író egykönnyen rávette Sarah-t közeledésével, hogy csalja meg férjét. A férfi számításaiba azonban hiba csúszik, mikor hódítása közben valóban beleszeret Sarah-ba.
Mégis - egy szokványosnak induló napon – nagy hirtelenséggel véget ér viszonyuk. A férfi elhatározza, hogy utánajár, min bukott el kapcsolatuk és mi történhetett Sarah-val. Ebből a pontból kezd kibontakozni a cselekmény.

## A cselekmény körülményei
Maurice életének legfelkavaróbb éveit éli meg, de nyílt gyűlöletét nem kora, a második világháború történései táplálják: mindvégig hűvös tárgyilagossággal és csak mellékesen utal könyvének hátterére, a háborús fenyegetettségre. Középpontban érzelemvilága és az az ésszel megfoghatatlan gondolatkép áll, amilyennek Maurice Istent látja. A könyv végén kerül sor mély érzelmi tartalmak, belső hitvilág ábrázolására.

## A témaválasztás
A Szakítás c. regényben két örök témát közelít meg Greene: „Lehet-e szerepe Istennek emberi veszteségben? Képes-e az ember változtatni jellemén?” Mindezt főszereplőinek hűtlen szerelmi viszonyán keresztül teszi a szerző és a cselekményt katolikus közegbe helyezi.

## A mű stílusa
A főszereplő művében kockáról kockára tárja olvasói elé magányos írói létének mozaikját, s egyre különösebb és titokzatosabb dolgokat ír meg könyvében a nőről. A legtöbb meglepetést az utolsó oldalakra tartogatja Greene.
Úgy tűnik, Greene a gyengeségeik miatt nem ítéli el szereplőit. Maurice, szintén író főszereplő ezzel szemben elkeseredetten stigmatizál. Greene szerethetőnek állítja be alakjait. Mintha árnyaltan, meggyőzően rajzolná meg a karaktereket, és megértéssel közelítene jellemben gyenge főszereplőihez. Nem tagadja hibáikat, önzésüket, más visszásságokat sem takargat. Mégsem foglal állást, nem ítél el senkit és semmit, pedig főhőse igazán nem válogat az eszközökben. Greene szájbarágás helyett felnőttként tekint a mű olvasójára, s mégis mintha kimondatlanul utánajárásra, elgondolkodásra buzdítaná.

## Magyarul
- A szakítás; ford. Róna Ilona; Magvető, Bp., 1979 (Világkönyvtár)